# Liste der Naturdenkmale in Burg (Eifel)
Die Liste der Naturdenkmale in Burg nennt die im Gemeindegebiet von Burg ausgewiesenen Naturdenkmale (Stand 4. April 2024).

## Naturdenkmale
| Nr.         | Bezeichnung          | Lage                       | Beschreibung | Bild                                    |
| ----------- | -------------------- | -------------------------- | ------------ | --------------------------------------- |
| ND-7232-488 | Linde beim Haus Mans | Dorfstraße, bei Nr. 8 Lage | Tilia sp.    | Direkt Bild zu diesem Denkmal hochladen |